# Gutxo aspre
El gutxo aspre (Centrophorus squamosus) és una espècie de tauró que es troba a l'Atlàntic oriental (des d'Islàndia fins a Sud-àfrica), el Pacífic occidental (Japó, les Filipines, el sud-est d'Austràlia, Nova Zelanda) i l'Índic occidental (illa d'Aldabra).

## Descripció
- Cos fusiforme amb el musell moderadament allargat.
- Presenta dues aletes dorsals proveïdes d'espines.
- Sense membrana nictitant ni aleta anal.
- Les aletes pectorals sense filament a l'angle intern.
- Té cinc parells de fenedures branquials.
- El color és grisós fosc uniformement distribuït.
- Assoleix un màxim de 158 cm de longitud total.
- El mascle madura sexualment quan fa 103 cm i la femella entre els 137 i els 158 cm.

## Hàbitat
La seua presència és inusual a les costes dels Països Catalans. Pot considerar-se una espècie rara. Viu en fondàries entre 230 i 2.400 m, encara que hi ha registres per sota dels 3.000 m de profunditat.

## Alimentació
Consumeix peixos i invertebrats del seu entorn.

## Reproducció
És ovovivípar aplacentari. Normalment amb ventrades d'un a cinc petits.

## Aprofitament
Espècie sense interès comercial.